# Shūichi Murakami
Shūichi „Ponta“ Murakami  (jap. 村上 “ポンタ” 秀一, Murakami “Ponta” Shūichi, * 1. Januar 1951 in Nishinomiya, Präfektur Hyōgo; † 9. März 2021 in Tokio) war ein japanischer Fusion- und Jazzmusiker (Schlagzeug).
Murakami arbeitete ab den frühen 1970er-Jahren in der japanischen Jazzszene; erste Aufnahmen entstanden um 1974 im Trio mit Akira Ishikawa und Jun Fukamachi (Soul On!, Victor); 1976 legte er sein Debütalbum Introducing “Ponta” Murakami (Toshiba) vor. In den späten 1970er- und 80er-Jahren arbeitete er ferner mit Shuko Mizuno, Martha Miyake, Kazumi Watanabe, Salena Jones, Shigenori Kamiya, Ryuichi Sakamoto, Yasuko Agawa, Tsuyoshi Yamamoto, Yosuke Yamashita, Nancy Wilson (Keep You Satisfied, Columbia 1985), Fumio Itabashi, Akira Sakata, Masahiro Sayama, Sadao Watanabe, Makoto Ozone, in den 90ern noch mit Jun Miyake und Yōichi Muratas Band Solid Brass.
Mit seinem Trio Ponta Box mit Masahiro Sayama (Piano) und Masatoshi Mizuno (Bass) gastierte Murakami 1995 auf dem Montreux Jazz Festival und spielte in den späten 90ern drei Alben ein. Im Bereich des Jazz listet der Diskograf Tom Lord zwischen 1975 und 2000 seine Beteiligung an 75 Aufnahmesessions, zuletzt mit der Bigband von Tomohito Aoki. Er arbeitete außerdem als Sessionmusiker mit J-Pop-Künstlern.

## Lexikalischer Eintrag
- Kazunori Sugiyama, Shuchi Murakami. The New Grove Dictionary of Jazz. 2nd edition, ed. Barry Kernfeld.